# 21361 Carsonmark
21361 Carsonmark este o planetă minoră (asteroid) din centura de asteroizi. A fost descoperită pe 28 aprilie 1997 la Observatorul Național Kitt Peak de Spacewatch și a fost numită după J. Carson Mark⁠(d). 
Obiectul prezintă o orbită caracterizată de o semiaxă mare de 2,4645384 UAi, o excentricitate de 0,09, o înclinație de 5,94892 ° în raport cu ecliptica.